# Mao, Ngawa
Mao, också känt som Maoxian, är ett härad i Ngawa, en autonom prefektur för tibetaner och qiang-folket i Sichuan-provinsen i sydvästra Kina.